# Берч, Брайан
Брайан Берч (англ. Brian Birch; 18 ноября 1931 — 1 января 2019) — английский футболист и футбольный тренер.

## Карьера игрока
Уроженец Солфорда, Берч стал игроком футбольной академии «Манчестер Юнайтед» в мае 1946 года в возрасте 14 лет, до этого выступая за местные любительские солфордские команды. Два года спустя подписал первый профессиональный контракт. В августе 1949 года он впервые сыграл в основном составе «Манчестер Юнайтед» в матче предсезонного турне команды по Ирландии против «Богемианс», выйдя на замену Фрэнку Клемпсону. Спустя пару недель, 27 августа 1949 года, 17-летний Берч официально дебютировал в основном составе «Юнайтед» на позиции левого инсайда в матче Первого дивизиона против клуба «Вест Бромвич Альбион». Это был единственный матч Берча в основном составе в сезоне 1949/50. Несмотря на небольшой рост (5 футов и 6 дюймов) отличался «умной игрой с мячом». В сезоне 1950/51 провёл за команду 12 матчей и забил 5 мячей. Он не сумел закрепиться в основном составе «Юнайтед», и, сыграв в общей сложности 15 матчей, покинул команду в марте 1952 года.
В марте 1952 года Берч перешёл в «Вулверхэмптон Уондерерс», заплативший за его трансфер 10 000 фунтов стерлингов. Провёл за «волков» только 3 матча и забил 1 гол, а в декабре 1952 года был продан в «Линкольн Сити».
В составе «Линкольна», выступавшего во Втором дивизионе, Берч провёл три сезона, сыграв 60 матчей и 17 мячей в лиге и в Кубке Англии. В сезоне 1955/56 играл за клуб «Бостон Юнайтед», выступавший в полупрофессиональной Мидлендской лиге.
В 1956 году перешёл в клуб Третьего северного дивизиона «Барроу», где стал игроком основного состава. В сезоне 1957/58 забил 20 голов в Третьем северном дивизионе. В следующем сезоне «Барроу» вместе с 11 другими командами Третьего северного дивизиона и 12 командами Третьего южного дивизиона был перемещён в Четвёртый дивизион. Но уже в сентябре 1958 года Берч покинул «Барроу», став игроком другого клуба из Четвёртого дивизиона, «Эксетер Сити». Выступал за команду до января 1958 года, после чего перешёл в «Олдем Атлетик», также выступавший в Четвёртом дивизионе. В марте 1961 года стал игроком «Рочдейла». В 1962 году покинул клуб, перейдя в «Моссли».
В дальнейшем выступал за клубы низших английских лиг «Моссли», «Бостон Юнайтед» и «Элсмир-Порт», после чего сосредоточился на тренерской работе.

## Тренерская карьера
После завершения карьеры игрока работал в тренерском штабе клуба «Блэкберн Роверс», став тренером молодёжной команды «бродяг».
В 1971 году был назначен главным тренером турецкого клуба «Галатасарай» (до этого на протяжении сезона работал помощником главного тренера Джошкуна Озары). Выиграл с командой два чемпионских титула подряд в сезонах 1971/72 и 1972/73.
В 1974 году стал главным тренером греческого клуба «Этникос». В сезоне 1974/75 команда под его руководством заняла 4-е место в Альфа Этники (высшем дивизионе чемпионата Греции), но в следующем сезоне заняла только 7-е место.
В 1976 году Берч стал главным тренером шведского клуба «Хельсинборг», выступавшем во втором дивизионе чемпионата Швеции.
Летом 1980 году вернулся в Турцию, вновь возглавив «Галатасарай», однако на этот раз не добился с командой успеха: в сезоне 1980/81 «жёлто-красные» заняли в чемпионате 3-е место, а в сезоне 1981/82 заняли 11-е место. Однако руководство «Галатасарая» расторгло контракт с Берчем ещё до завершения сезона 1981/82.
В 1987 года был главным тренером другого турецкого клуба «Анкарагюджю», но на протяжении только трёх матчей.

## Тренерские достижения
Галатасарай
- Чемпион Турции (2): 1971/72, 1972/73[5]

## Статистика выступлений
| Клуб                    | Сезон            | Лига | Лига | Кубок | Кубок | Итого | Итого |
| Клуб                    | Сезон            | Игры | Голы | Игры  | Голы  | Игры  | Голы  |
| ----------------------- | ---------------- | ---- | ---- | ----- | ----- | ----- | ----- |
| Манчестер Юнайтед       | 1949/50          | 1    | 0    | 0     | 0     | 1     | 0     |
| Манчестер Юнайтед       | 1950/51          | 8    | 4    | 4     | 1     | 12    | 5     |
| Манчестер Юнайтед       | 1951/52          | 2    | 0    | 0     | 0     | 2     | 0     |
| Манчестер Юнайтед       | Итого            | 11   | 4    | 4     | 1     | 15    | 5     |
| Вулверхэмптон Уондерерс | 1951/52          | 3    | 1    | 0     | 0     | 3     | 1     |
| Вулверхэмптон Уондерерс | Итого            | 3    | 1    | 0     | 0     | 3     | 1     |
| Линкольн Сити           | 1952/53          | 11   | 8    | 2     | 1     | 13    | 9     |
| Линкольн Сити           | 1953/54          | 17   | 1    | 1     | 0     | 18    | 1     |
| Линкольн Сити           | 1954/55          | 28   | 7    | 1     | 0     | 29    | 7     |
| Линкольн Сити           | Итого            | 56   | 16   | 4     | 1     | 60    | 17    |
| Бостон Юнайтед          | 1955/56          | н/д  | н/д  | н/д   | н/д   | н/д   | н/д   |
| Барроу                  | 1956/57          | 13   | 7    | 2     | 1     | 15    | 8     |
| Барроу                  | 1957/58          | 44   | 20   | 1     | 0     | 45    | 20    |
| Барроу                  | 1958/59          | 3    | 0    | 0     | 0     | 3     | 0     |
| Барроу                  | Итого            | 60   | 27   | 3     | 1     | 63    | 28    |
| Эксетер Сити            | 1958/59          | 7    | 1    | 0     | 0     | 7     | 1     |
| Эксетер Сити            | 1959/60          | 12   | 0    | 0     | 0     | 12    | 0     |
| Эксетер Сити            | Итого            | 19   | 1    | 0     | 0     | 19    | 1     |
| Олдем Атлетик           | 1959/60          | 19   | 4    | 0     | 0     | 19    | 4     |
| Олдем Атлетик           | 1960/61          | 16   | 7    | 4     | 1     | 20    | 8     |
| Олдем Атлетик           | Итого            | 35   | 11   | 4     | 1     | 39    | 12    |
| Олдем Атлетик           | 1960/61          | 10   | 0    | 0     | 0     | 10    | 0     |
| Олдем Атлетик           | 1961/62          | 1    | 0    | 1     | 0     | 2     | 0     |
| Олдем Атлетик           | Итого            | 11   | 0    | 1     | 0     | 12    | 0     |
| Всего за карьеру        | Всего за карьеру | 195  | 60   | 16    | 4     | 255   | 64    |